# Tamura Saburō

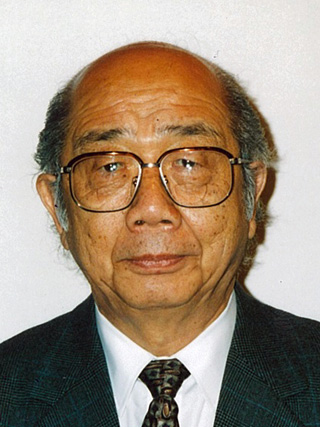
Tamura Saburō

Tamura Saburō (japanisch 田村 三郎; geboren 8. Januar 1917 in der Präfektur Gumma; gestorben 4. Dezember 2015) war ein japanischer Agrarchemiker.

## Leben und Wirken
Tamura Saburō machte 1939 seinen Studienabschluss an der Landwirtschaftlichen Fakultät der Universität Tōkyō. Von 1962 bis 1977 wirkte er als ordentlicher Professor an seiner Alma Mater, bis er als „Meiyo Kyōju“ verabschiedet wurde. Anschließend wirkte er als Forscher an der staatlichen Forschungseinrichtung „RIKEN“ und als Präsident des „College für Technik der Präfektur Toyama“ (富山県立技術短期大学, Toykama kenritsu gijutsu tanki-daigaku).
Tamura beschäftigte sich mit Insekten, Pflanzen in höher gelegenen Regionen und mit dem Wachstum von Mikroorganismen und deren chemischen Strukturen. Er trug damit zur Kenntnis von Verbindungen der organischen Chemie in der Natur bei.
1992 wurde Tamura als Person mit besonderen kulturellen Verdiensten geehrt und 1999 mit dem Kulturorden ausgezeichnet.